# Narcizam
Narcizam je pojam koji se odnosi na osobinu samoljublja. Označava pretjerano divljenje samom sebi s bahatim ponašanjem i nedostatkom razumijevanja za druge ljude, koje vidi samo kao alat za postizanje vlastitih ciljeva.
Strukturni je poremećaj ličnosti, u kojem narcis zahtijeva i od svoje okoline (kojom nastoji upravljati i koristiti se njome) da budu zavidni primjerice na njega i na njegova dostignuća.
Primijenjen na društvenu skupinu ponekad pojam narcizam koristi za označavanje elitizma ili ravnodušnosti prema položaju drugih ljudi.

## Vanjske poveznice
- farmaceuti.com[neaktivna poveznica]
- psiha.com  Arhivirana inačica izvorne stranice od 11. svibnja 2009. (Wayback Machine)